# Hamza Gábor
Hamza Gábor (Budapest, 1949. február 22. –) Széchenyi-díjas magyar jogtudós, egyetemi tanár, a Magyar Tudományos Akadémia rendes tagja. A római jog, a római jog továbbélése és az összehasonlító magánjogtörténet nemzetközileg is elismert tudósa.

## Életpályája
1967-ben érettségizett, majd felvették az Eötvös Loránd Tudományegyetem (ELTE) Állam- és Jogtudományi Karára, ahol 1972-ben szerzett állam- és jogtudományi doktorátust. 1976 és 1977 között a müncheni Ludwig Maximilian Egyetemen, 1980 és 1981 között a Kölni Egyetemen, 1979 és 1980 között pedig a római La Sapienza Egyetemen (Università degli Studi di Roma "La Sapienza") folytatta tanulmányait. Mesterének vallja Brósz Róbertet (1915–1994), Visky Károlyt (1908–1984), Diósdi Györgyöt (1934–1973) és Dieter Nörr (1931–2017) müncheni professzort.
Már egyetemi hallgatóként az ELTE Római Jogi Tanszékén folytatott kutatómunkát és oktatott 1970 februárjától. Egyetemi tanulmányainak befejezését követően, 1972-ben a Felsőoktatási Tanulmányi Érdemérem kitüntetésben részesült. 1973. június 22-én Sub auspiciis Praesidentis Rei publicae avatták doktorrá. Diplomájának megszerzése után tanársegédi kinevezést nyert az ELTE Római jogi tanszékén, ahol 1977-ben adjunktus, majd 1980-ban docens lett. 1984. július 1-jén kapta meg egyetemi tanári kinevezését. 1985-ben a Római jogi tanszék vezetésével bízták meg. 1997 és 2000 között a Széchenyi professzori ösztöndíjat elnyerve folytatott kutatómunkát. Vendégprofesszorként számos külföldi egyetemen tanított és tanít: Római Egyetem – Università degli Studi di Roma "La Sapienza" (1986–1989), Parmai Egyetem (1988), Salernói Egyetem (1989), Benjamin N. Cardozo School of Law (1989–1990), Európai Egyetem, Firenze (1990), Syracuse-i Egyetem (1991), Loyola Egyetem (1993–1995, 2000), Párizsi XII Egyetem (1993–2005), Pisai Egyetem (1994), Tennessee-i Egyetem (1995), Milánói Állami Egyetem (1998), Párizsi II Egyetem (2006), Párizsi V Egyetem (2006–2008), UNISA (University of South Africa) – Pretoria (2006), Seinan Gakuin Egyetem – Fukuoka (2006), Aix-Marseille Egyetem III (2007), Toulouse-i Egyetem (2008), Université de Savoie – Chambéry (2009), Le Havre-i Egyetem (2010-2011), Kazakh Abylai Khan University of International Relations and World Languages – Almaty (2013), Universidad del Salvador – Buenos Aires (2014), Universidad Argentina John F. Kennedy – Buenos Aires (2014), Università degli Studi Roma Tre (2015, 2018), Universidad de Valencia (2017), Centro Universitário Curitiba (Brazília) (2019) és Università degli Studi di Pavia (2022).
1979-ben védte meg az állam- és jogtudományok kandidátusi disszertációját az ügyleti képviselet témaköréből. 1983-ban akadémiai doktori értekezésének megvédésére került sor a Magyar Tudományos Akadémián. Az értekezés témája a jogösszehasonlítás és az antik jogok kapcsolatának elemzése volt. Tagja volt 1998 és 2010 között a Magyar Professzorok Világtanácsa (MPV) Állam- és Jogtudományi Bizottságának. Tagja lett továbbá az MTA Állam- és Jogtudományi Bizottságának. 2004-ben megválasztották a Magyar Tudományos Akadémia levelező, 2010-ben pedig rendes tagjává. Később a Nemzetközi Kapcsolatok Bizottságának is tagja lett. 2020 szeptemberétől a Magyar Tudományos Akadémia IX. Gazdaság- és Jogtudományok Osztályának elnökhelyettese. Tagja a Magyar Tudományos Akadémia Közoktatási Elnöki Bizottságának és a Magyar Nyelvi Osztályközi Állandó Bizottságnak.  
2018. március 1-je óta tagja a Magyar Felsőoktatási Akkreditációs Bizottságnak (MAB). A MAB társadalomtudományi alelnökének választották 2018. március 29-én. 2018. március 29-én megválasztották a MAB Egyetemi Tanári és Doktori Kollégiuma, 2018. június 22-én pedig a MAB Jogi Bizottsága elnökének is. A francia Société d'Histoire du Droit elnöke, valamint a Magyar Jogászegylet római jogi és jogtörténeti szakosztályának társelnökévé is megválasztották. 
Tagja a Mediterranea International Centre for Human Rights Research – Centro di ricerca internazionale sui diritti umani – MICHR) tudományos tanácsadó testületének, a madridi Universidad Rey Juan Carlos (URJC) Instituto de Estudios Jurídicos Internacionales (IEJI)  Tanácsának, a 2012-ben létrehozott, négy ország (Hollandia, Magyarország, Nagy-Britannia és Németország) római jogászainak képviselőiből álló, Groningen központtal működő Group of Groningen-nek, az Athens Institute for Education and Research (ATINER)-nek és a spanyol római jogászokat magában foglaló, a spanyol Oktatási Minisztérium által támogatott "Proyección de la cultura jurídica europea, de Roma a nuestros días: ciencia jurídica, fundamentos conceptuales y ciudadanía" kutatócsoportnak, melynek székhelye az Universidad de Sevilla. Ugyancsak tagja az American Foreign Law Association (USA)-nek. Tagja az Asociación Iberoamericona de Derecho Romano-nak. Tagja továbbá a Magyar Tudományos Akadémia Világgazdasági Tudományos Tanácsának. Ugyancsak tagja a Tribunal Arbitral de Barcelona Igazgató Tanácsának /Junta Directiva/.  
Szerkeszti a Magyar Tudományos Akadémia IX. Osztálya (Gazdaság- és Jogtudományok Osztálya) honlapján közzétételre kerülő "Jubileumi megemlékezések" rovatot. Szerkeszti továbbá a Magyar Tudományos Akadémia központi honlapján megjelenő "Akadémikusok emlékezete" portré sorozatot. Ugyancsak szerkeszti a Magyar Tudományos Akadémia központi honlapján elérhető "Külföldi nemzeti akadémiák" sorozatot.
Több magyarországi és külföldi tudományos kiadványsorozatnak, szakmai folyóiratnak és kiadónak, szerkesztőbizottságnak, tudományos bizottságnak, nemzetközi tanácsadó testületnek tagja illetve elnöke:
- Acta Facultatis Politico-Iuridicae Universitatis Scientiarum de Rolando Eötvös nominatae[5]
- Publicationes Instituti Iuris Romani Budapestinensis[6]
- Tanulmányok a római jog és továbbélése köréből[6]
- Anglo-American Legal Studies[6]
- Studien zum römischen Recht in Europa[6]
- Revista de Derecho Romano[6]
- Revista General de Derecho Romano[6]
- Revista virtual Cartapacio, Escuela Superior de Derecho (UNICEN – Universidad Nacional del Centro de la Provincia de Buenos Aires)[6]
- Revista Eletronica da Faculdade de Direito da Universidade de Passo Fundo[6]
- Revista Europea de Derecho de Navegacón Marítima y Aeronáutica[6]
- Contribuciones a las Ciencias Sociales[6]
- Revista de Investigación e Innovación Educativa[6]
- Fundamina, A Journal of Legal History[6]
- a Revue européenne d’histoire des idées politiques et les institutions publiques[6]
- Revue de l’histoire des relations du travail et de la politique sociale[6]
- Rassegna di diritto civile[6]
- ANNAEUS (Anales de la Tradición Romanística)[6]
- a madridi Iustel - Revista General de Derecho Romano[6]
- Journal of International Commercial Law and Technology[6]
- Kazakh Abylai Khan University of International Relations and World Languages[6]
- Roma e America. Diritto romano comune. Rivista di diritto dell'integrazione e unificazione del diritto in Eurasia e in America Latina[6]
- a milánói IUS - Rivista di scienze giuridiche[6]
- Revista Internacional de Derecho Canónico y Derecho Eclesiastíco[6]
- Revista Crítica de Historia de las Relaciones Laborales y de la Política Social[6]
- Antalya Bilim University Law Review (Antalya Bilim Üniversitesi Hukuk Fakültesi Dergisi)[7]
- The Western Australian Jurist[6]
- IVRA - Rivista Internazionale di Diritto Romano e Antico[6]
- Revista Europea de Historia de las Ideas Políticas y de las Instituciones Públicas[6]
- Network ELR - European Legal Roots[6]
- Rivista Legal Roots[6]
- a bolgár Ius Romanum[6]
- a kolumbiai Revista de Derecho y Ciencias Jurídicas DIXI - Journal of Legal Studies[6]
- a veronai Collana Aracne Biblioteca di Diritto [6]
- Editorial de Ediciones Olejnik (Santiago de Chile)[6]
- Studi Giuridici Europei (Università degli Studi Europea di Roma)[7]
- Diritto pubblico comparato ed europeo[7]
- "Archivio Storico Giuridico Sardo di Sassari"[7]
- Beijing Law Review[7]
- "Revista Internacional de Derecho Romano" (RIDROM)[8]
- Colección Mínima Panoramas de Derecho  (Sevilla)[7]
- Herald of Legal History (Belgrád)[7]
- Teoria e Prassi del Diritto - Theory and Practices of Law[7]
- Bollettino d'Archivio dell'Ufficio Storico della Marina Militare[7]
- Magyar Jogtudósok[6]
- Magyar Tudomány[6]
- Jogtudományi Közlöny[6]
- Acta Juridica Hungarica[6]

## Munkássága

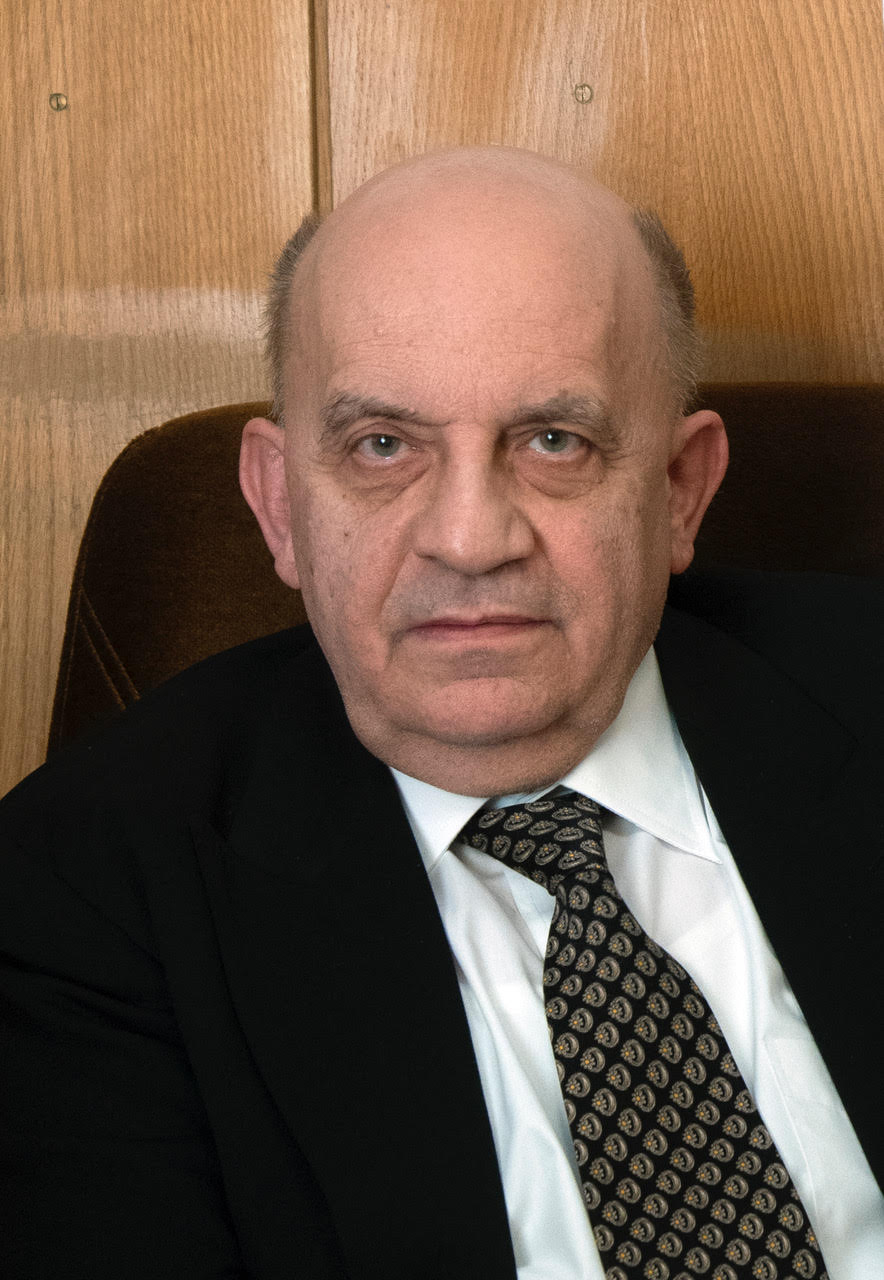
2022-ben (Szigeti Tamás felvétele)

Kutatási területe a római jog továbbélése, a magánjog története és a jogösszehasonlítás. Ő volt a rendszerváltás utáni első oktató, aki magyar világi (állami) egyetemen egyházjogot oktatott.
Kezdetben egyes jogintézmények római jogi alapjait és működését kutatta, kutatásainak eredményeit magyar és több idegen nyelven egyaránt publikálva. Ezek közé tartozik például az elbirtoklás és az ügyleti képviselet. Az 1980-as évek második és az 1990-es évek első felében a jogösszehasonlítás ókori, elsősorban a klasszikus (görög-római) antikvitásban mutatkozó aspektusaival foglalkozott. Számos további jelentős témát, kérdést kutatott még a római jog különböző tárgykörében, így például a házastársak közötti ajándékozási tilalom vagy éppen az együtt elhaltakra vonatkozó római jogi vélelem témájában. Tudományos kutatásai döntően a magánjog összehasonlító jogi vizsgálatának területéhez kapcsolódnak. Jelentős tankönyvírói munkássága is, Földi Andrással társszerzőként írt A római jog története és institúciói című tankönyve 1996-tól 2024-ig huszonnyolc bővített és átdolgozott, továbbá egy változatlan (2017) kiadásban jelent meg. 
Fontos munkákat írt a római jog recepciója, továbbélése területén, amelyekben elsősorban Európa számos országának jogrendszerét, különös tekintettel a magánjog (polgári jog és kereskedelmi jog) kodifikációjára, vizsgálta. Termékeny szerző: több, mint ezer tudományos publikáció, könyv, folyóiratcikk, recenzió stb. szerzője vagy társszerzője. Műveit többek között magyar, német, angol, francia, olasz, spanyol, orosz, latin, török, macedón, újgörög, bolgár, román, szerb, szlovák, japán és kínai (putonghua - sztenderd mandarin) nyelven adja ki. Számos Magyarországon és külföldön kiadott kötet főszerkesztője, szerkesztője illetve társszerkesztője. Előadóképes angol, francia, német, olasz, orosz, portugál és spanyol nyelven. Ezeken a nyelveken részben vendégprofesszorként, részben meghívott előadóként külföldön és belföldön egyaránt számos előadást, szemináriumot és PhD-kurzust tartott és tart. Olvas afrikaans, holland és ladino nyelven, valamint latinul és ógörögül.

## Díjai, elismerései
- Felsőoktatási Tanulmányi Érdemérem (1972)
- Promotio sub auspiciis Praesidentis Rei Publicae (1973)
- Pázmány Péter-emlékérem (1994, ELTE)[9]
- Magyar Felsőoktatásért Emlékplakett (1999)[9]
- Deák Ferenc társadalomtudományi díj (2000, Pro Renovanda Cultura Hungariae)[9]
- Magyar Köztársasági Érdemrend tisztikeresztje (2000)[9]
- Szent-Györgyi Albert-díj (2005)[9]
- A Magyar Érdemrend középkeresztje (2014)[9]
- Iura Orientalia – Oriens Arca Iuris (Róma 2014)
- "Doctor Honoris Causa" (Danubius University 2016)
- Török Tudományos Akadémia “TUBA Academy Prize in Social Sciences and Humanities” nemzetközi díja (2017)[9]
- Széchenyi-díj (2018)[9]
- Prima díj – Magyar Tudomány (2018)[9]
- "Doctor Honoris Causa" (Ankara University 2019)
- Török Tudományos Akadémia (TÜBA – Türkiye Bilimler Akademisi) tiszteleti tagja (2019)
- Deák Ferenc-díj (2021)[9]
- Eötvös Loránd Tudományegyetem Emlékérme (2022)
- Eötvös Loránd Tudományegyetem Aranyoklevél (2022)
- Academia Peruana de Doctores en Derecho rendes tagja (2023)[10]
- Instituto de Derecho Comparado "Dr. Enríque Martinez Paz" de la Academia Nacional de Derecho y Ciencias Sociales de Córdova levelező tagja (2023)
- Eötvös-gyűrű (2024)

## Főbb művei
- Az elbirtoklás fejlődése a római császárkorban (1970)
- Tudományos szeminárium a KGST jogintézményeiről (szerkesztő, 1979)
- Az ügyleti képviselet (1982, 1997)
- Jogösszehasonlítás és antikvitás (1985)
- Comparative Law and Antiquity (1991)
- Sanctus Stephanus et Europa (szerkesztő és társszerző, 1991)
- A római jog története és institúciói (Földi Andrással, Brósz Róbert és Pólay Elemér tankönyvének alapulvételével), (Nemzeti Tankönyvkiadó, Oktatáskutató és Fejlesztő Intézet (OFI) és Novissima Kiadó (1996–2024), 28 átdolgozott és bővített kiadás valamint egy változatlan kiadás – 2017)
- Jogösszehasonlítás és az antik jogrendszerek (1998)
- Szent István és Európa (szerkesztő és társszerző, 2001)
- Tanulmányok Werbőczy Istvánról (szerkesztő és társszerző, 2001)
- Az európai magánjog fejlődése (2002)
- Die Entwicklung des Privatrechts auf römischrechtlicher Grundlage unter besonderer Berücksichtigung der Rechtsentwicklung in Deutschland, Österreich, der Schweiz und Ungarn (2002)
- „Nem akarunk csonka Európát...” – Politikai, történelmi, jogi tanulmányok, cikkek és esszék (2002)
- Le développement du droit privé européen (2005)
- Hundert Jahre Bürgerliches Gesetzbuch. Entwicklung des Privatrechts im deutschen und mittel-osteuropäischen Sprachraum seit dem Inkrafttreten des BGB (szerkesztő és társszerző, 2006)
- Mit hoz a múlt? Jog- és kultúrtörténeti tanulmányok I. (Nótári Tamással, 2006)
- Die Entwicklung des Privatrechts in Europa (2007)
- The Subsequent Fate of Roman Law in a Comparative Legal Approach (2007)
- Entstehung und Entwicklung der modernen Privatrechtsordnungen und die römischrechtliche Tradition (2009)
- A magánjog fejlődése és kodifikációja Azerbajdzsánban. (Development and Codification of Private Law in Azerbaijan) Magyar Jog 56 (2009) 124-127. old.
- Iura antiqua ac iura moderna methodo comparativa investigata. Opera selecta. I–II-III-IV. (2010–2011-2013-2014)
- Origine e sviluppo degli ordinamenti giusprivatistici moderni in base alla tradizione del diritto romano (2013)
- A római jog és hatása a modern jogok fejlődésére (2013)
- A modern jogrendszerek tagozódása és a római jogi tradíció, Székfoglaló előadások a Magyar Tudományos Akadémián, Budapest, (2014)
- Magyar jogtudósok, I–V. (szerkesztő és társszerző, 1999, 2001, 2006, 2014, 2015)
- Tradición romanista y derecho privado comparado (2016)
- The Subsequent Fate and Continuity of Roman (Civil) Law from a Historical-Comparative Perspective (2016)
- Studies on Legal Relations between the Ottoman Empire/the Republic of Turkey and Hungary, Cyprus, and Macedonia, (válogatott esszék magyarul, angolul és törökül, 2017)
- Derecho romano actual y Derecho europeo (2018)
- Studies on Constitutional Law and European Law – Alkotmányjogi és európai jogi tanulmányok (2018)
- Portrék a Magyar Tudományos Akadémia tagjairól, I. (2021)
- De diversis regulis iuris antiqui (társszerző, 2021)
- Orígen y desarrollo de los ordenamientos iusprivatistas modernos con base en la tradición del Derecho romano, Andavira kiadó, Santiago de Compostela (2022) és Fundación Notariado, Madrid (2022)
- Az európai magánjog fejlődése a kezdetektől a XX. század végéig – A modern magánjogi rendszerek kialakulása a római jogi hagyományok alapján, Novissima Kiadó, Budapest (2022)
- Portrék a Magyar Tudományos Akadémia tagjairól, II. (2023)
- Portrék a Magyar Tudományos Akadémia tagjairól, III. (2024)
- Le développement du droit privé européen. Le rôle de la tradition romaniste dans la formation du droit privé moderne (2024)